# US Open de 2020 - Dia a dia
Estes foram os jogos realizados nas quadras mais importantes a partir do primeiro dia das chaves principais.
Células em lavanda indicam sessão noturna.

## Dia 1 (31 de agosto)
- Cabeças de chave eliminados:
  - Simples masculino:  Diego Schwartzman [9],  John Isner [16],  Dušan Lajović [18]
  - Simples feminino:  Rebecca Peterson [32]

Ordem dos jogos:
| Arthur Ashe Stadium                      | Arthur Ashe Stadium       | Arthur Ashe Stadium  | Arthur Ashe Stadium        |
| Evento                                   | Vencedor(a)/(es/as)       | Derrotado(a)/(os/as) | Resultado                  |
| ---------------------------------------- | ------------------------- | -------------------- | -------------------------- |
| Simples feminino – 1ª fase               | Karolína Plíšková [1]     | Anhelina Kalinina    | 6–4, 6–0                   |
| Simples masculino – 1ª fase              | Alexander Zverev [5]      | Kevin Anderson       | 7–62, 5–7, 6–3, 7–5        |
| Cerimônia de abertura do US Open de 2020 |                           |                      |                            |
| Simples masculino – 1ª fase              | Novak Djokovic [1]        | Damir Džumhur        | 6–1, 6–4, 6–1              |
| Simples feminino – 1ª fase               | Naomi Osaka [4]           | Misaki Doi           | 6–2, 5–7, 6–2              |
| Louis Armstrong Stadium                  |                           |                      |                            |
| Evento                                   | Vencedor(a)/(es/as)       | Derrotado(a)/(os/as) | Resultado                  |
| Simples feminino – 1ª fase               | Angelique Kerber [17]     | Ajla Tomljanović     | 6–4, 6–4                   |
| Simples masculino – 1ª fase              | Denis Shapovalov [12]     | Sebastian Korda [WC] | 6–4, 4–6, 6–3, 6–2         |
| Simples feminino – 1ª fase               | Anastasija Sevastova [31] | Cori Gauff           | 6–3, 5–7, 6–4              |
| Simples masculino – 1ª fase              | Steve Johnson             | John Isner [16]      | 56–7, 6–3, 56–7, 6–3, 7–63 |
| Simples feminino – 1ª fase               | Alison Riske [13]         | Tatjana Maria        | 6–3, 6–2                   |

## Dia 2 (1º de setembro)
- Cabeças de chave eliminados:
  - Simples masculino:  Nikoloz Basilashvili [22],  Guido Pella [29]
  - Simples feminino:  Zhang Shuai [25],  Veronika Kudermetova [29]

Ordem dos jogos:
| Arthur Ashe Stadium         | Arthur Ashe Stadium   | Arthur Ashe Stadium  | Arthur Ashe Stadium       |
| Evento                      | Vencedor(a)/(es/as)   | Derrotado(a)/(os/as) | Resultado                 |
| --------------------------- | --------------------- | -------------------- | ------------------------- |
| Simples masculino – 1ª fase | Andy Murray           | Yoshihito Nishioka   | 4–6, 4–6, 7–65, 7–64, 6–4 |
| Simples feminino – 1ª fase  | Serena Williams [3]   | Kristie Ahn          | 7–5, 6–3                  |
| Simples feminino – 1ª fase  | Karolína Muchová [20] | Venus Williams       | 6–3, 7–5                  |
| Simples masculino – 1ª fase | Daniil Medvedev [3]   | Federico Delbonis    | 6–1, 6–2, 6–4             |
| Louis Armstrong Stadium     |                       |                      |                           |
| Evento                      | Vencedor(a)/(es/as)   | Derrotado(a)/(os/as) | Resultado                 |
| Simples feminino – 1ª fase  | Garbiñe Muguruza [10] | Nao Hibino           | 6–4, 6–4                  |
| Simples masculino – 1ª fase | Dominic Thiem [2]     | Jaume Munar          | 7–66, 6–3, ab.            |
| Simples feminino – 1ª fase  | Sofia Kenin [2]       | Yanina Wickmayer     | 6–2, 6–2                  |
| Simples feminino – 1ª fase  | Madison Keys [7]      | Tímea Babos          | 6–1, 6–1                  |
| Simples masculino – 1ª fase | Grigor Dimitrov [14]  | Tommy Paul           | 6-4, 6–3, 6–1             |
| Simples masculino – 1ª fase | Matteo Berrettini [6] | Go Soeda             | 7–65, 6–1, 6–4            |

## Dia 3 (2 de setembro)
- Cabeças de chave eliminados:
  - Simples masculino:  Cristian Garín [13],  Hubert Hurkacz [24]
  - Simples feminino:  Karolína Plíšková [1],  Elena Rybakina [11],  Markéta Vondroušová [12],  Alison Riske [13],  Dayana Yastremska [19],  Kristina Mladenovic [30],  Anastasija Sevastova [31]
  - Duplas masculinas:  Łukasz Kubot /  Marcelo Melo [2],  Marcel Granollers /  Horacio Zeballos [5],  Raven Klaasen /  Oliver Marach [7]
  - Duplas femininas:  Bethanie Mattek-Sands /  Zhang Shuai [5]

Ordem dos jogos:
| Arthur Ashe Stadium         | Arthur Ashe Stadium    | Arthur Ashe Stadium    | Arthur Ashe Stadium |
| Evento                      | Vencedor(a)/(es/as)    | Derrotado(a)/(os/as)   | Resultado           |
| --------------------------- | ---------------------- | ---------------------- | ------------------- |
| Simples feminino – 2ª fase  | Petra Kvitová [6]      | Kateryna Kozlova       | 7–63, 6–2           |
| Simples masculino – 2ª fase | Novak Djokovic [1]     | Kyle Edmund            | 56–7, 6–4, 6–3, 6–2 |
| Simples feminino – 2ª fase  | Naomi Osaka [4]        | Camila Giorgi          | 6–1, 6–2            |
| Simples masculino – 2ª fase | Stefanos Tsitsipas [4] | Maxime Cressy [WC]     | 7–62, 6–3, 6–4      |
| Louis Armstrong Stadium     |                        |                        |                     |
| Evento                      | Vencedor(a)/(es/as)    | Derrotado(a)/(os/as)   | Resultado           |
| Simples feminino – 2ª fase  | Angelique Kerber [17]  | Anna-Lena Friedsam     | 6–3, 7–6(8–6)       |
| Simples masculino – 2ª fase | Alexander Zverev [5]   | Brandon Nakashima [WC] | 7–5, 86–7, 6–3, 6–1 |
| Simples feminino – 2ª fase  | Caroline Garcia        | Karolína Plíšková [1]  | 6–1, 7–62           |
| Simples masculino – 2ª fase | Denis Shapovalov [12]  | Kwon Soon-woo          | 56–7, 6–4, 6–4, 6–2 |

## Dia 4 (3 de setembro)
- Cabeças de chave eliminados:
  - Simples masculino:  Grigor Dimitrov [14],  Milos Raonic [25]
  - Simples feminino:  Aryna Sabalenka [5],  Johanna Konta [9],  Garbiñe Muguruza [10]
  - Duplas masculinas:  Ivan Dodig /  Filip Polášek [4]

Ordem dos jogos:
| Arthur Ashe Stadium         | Arthur Ashe Stadium        | Arthur Ashe Stadium    | Arthur Ashe Stadium  |
| Evento                      | Vencedor(a)/(es/as)        | Derrotado(a)/(os/as)   | Resultado            |
| --------------------------- | -------------------------- | ---------------------- | -------------------- |
| Simples feminino – 2ª fase  | Sofia Kenin [2]            | Leylah Annie Fernandez | 6–4, 6–3             |
| Simples masculino – 2ª fase | Dominic Thiem [2]          | Sumit Nagal            | 6–3, 6–3, 6–2        |
| Simples feminino – 2ª fase  | Serena Williams [3]        | Margarita Gasparyan    | 6–2, 6–4             |
| Simples masculino – 2ª fase | Félix Auger-Aliassime [15] | Andy Murray            | 6–2, 6–3, 6–4        |
| Louis Armstrong Stadium     |                            |                        |                      |
| Evento                      | Vencedor(a)/(es/as)        | Derrotado(a)/(os/as)   | Resultado            |
| Simples feminino – 2ª fase  | Amanda Anisimova [22]      | Katrina Scott [WC]     | 4–6, 6–4, 6–1        |
| Simples masculino – 2ª fase | Vasek Pospisil             | Milos Raonic [25]      | 16–7, 6–3, 7–64, 6–3 |
| Simples feminino – 2ª fase  | Sloane Stephens [26]       | Olga Govortsova        | 6–2, 6–2             |
| Simples masculino – 2ª fase | Daniil Medvedev [3]        | Christopher O'Connell  | 6–3, 6–2, 6–4        |
| Simples feminino – 2ª fase  | Victoria Azarenka          | Aryna Sabalenka [5]    | 6–1, 6–3             |

## Dia 5 (4 de setembro)
- Cabeças de chave eliminados:
  - Simples masculino:  Stefanos Tsitsipas [4],  Taylor Fritz [19],  Daniel Evans [23],  Filip Krajinović [26],  Jan-Lennard Struff [28],  Adrian Mannarino [32]
  - Simples feminino:  Ekaterina Alexandrova [21],  Magda Linette [24]
  - Duplas femininas:  Victoria Azarenka /  Sofia Kenin [7],  Anna-Lena Friedsam /  Kateřina Siniaková [8]

Ordem dos jogos:
| Arthur Ashe Stadium         | Arthur Ashe Stadium   | Arthur Ashe Stadium     | Arthur Ashe Stadium       |
| Evento                      | Vencedor(a)/(es/as)   | Derrotado(a)/(os/as)    | Resultado                 |
| --------------------------- | --------------------- | ----------------------- | ------------------------- |
| Simples feminino – 3ª fase  | Naomi Osaka [4]       | Marta Kostyuk           | 6–3, 46–7, 6–2            |
| Simples masculino – 3ª fase | Denis Shapovalov [12] | Taylor Fritz [19]       | 3–6, 6–3, 4–6, 7–65, 6–2  |
| Simples masculino – 3ª fase | Novak Djokovic [1]    | Jan-Lennard Struff [28] | 6–3, 6–3, 6–1             |
| Simples feminino – 3ª fase  | Petra Kvitová [6]     | Jessica Pegula          | 6–4, 6–3                  |
| Louis Armstrong Stadium     |                       |                         |                           |
| Evento                      | Vencedor(a)/(es/as)   | Derrotado(a)/(os/as)    | Resultado                 |
| Simples feminino – 3ª fase  | Petra Martić [8]      | Varvara Gracheva        | 6–3, 6–3                  |
| Simples feminino – 3ª fase  | Angelique Kerber [17] | Ann Li                  | 6–3, 6–4                  |
| Simples masculino – 3ª fase | Alexander Zverev [5]  | Adrian Mannarino [32]   | 46–7, 6–4, 6–2, 6–2       |
| Simples masculino – 3ª fase | Borna Ćorić [27]      | Stefanos Tsitsipas [4]  | 26–7, 6–4, 4–6, 7–5, 7–64 |

## Dia 6 (5 de setembro)
- Cabeças de chave eliminados:
  - Simples masculino:  Roberto Bautista Agut [8],  Karen Khachanov [11],  Casper Ruud [30],  Marin Čilić [31]
  - Simples feminino:  Madison Keys [7],  Donna Vekić [18],  Amanda Anisimova [22],  Sloane Stephens [26],  Ons Jabeur [27]
  - Duplas masculinas:  Juan Sebastián Cabal /  Robert Farah [1],  Kevin Krawietz /  Andreas Mies [6]
  - Duplas femininas:  Tímea Babos /  Kristina Mladenovic [1],  Shuko Aoyama /  Ena Shibahara [6]

Ordem dos jogos:
| Arthur Ashe Stadium         | Arthur Ashe Stadium | Arthur Ashe Stadium       | Arthur Ashe Stadium     |
| Evento                      | Vencedor(a)/(es/as) | Derrotado(a)/(os/as)      | Resultado               |
| --------------------------- | ------------------- | ------------------------- | ----------------------- |
| Simples masculino – 3ª fase | Daniil Medvedev [3] | Jeffrey John Wolf [WC]    | 6–3, 6–3, 6–2           |
| Simples feminino – 3ª fase  | Serena Williams [3] | Sloane Stephens [26]      | 2–6, 6–2, 6–2           |
| Simples feminino – 3ª fase  | Alizé Cornet        | Madison Keys [7]          | 7–64, 3–2, ab.          |
| Simples masculino – 3ª fase | Dominic Thiem [2]   | Marin Čilić [31]          | 6–2, 6–2, 3–6, 6–3      |
| Louis Armstrong Stadium     |                     |                           |                         |
| Evento                      | Vencedor(a)/(es/as) | Derrotado(a)/(os/as)      | Resultado               |
| Simples feminino – 3ª fase  | Maria Sakkari [15]  | Amanda Anisimova [22]     | 6–3, 6–1                |
| Simples masculino – 3ª fase | Vasek Pospisil      | Roberto Bautista Agut [8] | 7–5, 2–6, 4–6, 6–3, 6–2 |
| Simples masculino – 3ª fase | Frances Tiafoe      | Márton Fucsovics          | 6–2, 6–3, 6–2           |
| Simples feminino – 3ª fase  | Victoria Azarenka   | Iga Świątek               | 6–4, 6–2                |
| Simples feminino – 3ª fase  | Sofia Kenin [2]     | Ons Jabeur [27]           | 7–64, 6–3               |

## Dia 7 (6 de setembro)
- Cabeças de chave eliminados:
  - Simples masculino:  Novak Djokovic [1],  David Goffin [7]
  - Simples feminino:  Petra Kvitová [6],  Petra Martić [8],  Anett Kontaveit [14],  Angelique Kerber [17]
  - Duplas femininas:  Elise Mertens /  Aryna Sabalenka [2],  Květa Peschke /  Demi Schuurs [4]

Ordem dos jogos:
| Arthur Ashe Stadium         | Arthur Ashe Stadium      | Arthur Ashe Stadium         | Arthur Ashe Stadium |
| Evento                      | Vencedor(a)/(es/as)      | Derrotado(a)/(os/as)        | Resultado           |
| --------------------------- | ------------------------ | --------------------------- | ------------------- |
| Simples feminino – 4ª fase  | Yulia Putintseva [23]    | Petra Martić [8]            | 6–3, 2–6, 6–4       |
| Simples masculino – 4ª fase | Pablo Carreño Busta [20] | Novak Djokovic [1]          | 6–5, default        |
| Simples masculino – 4ª fase | Denis Shapovalov [12]    | David Goffin [7]            | 06–7, 6–3, 6–4, 6–3 |
| Simples feminino – 4ª fase  | Naomi Osaka [4]          | Anett Kontaveit [14]        | 6–3, 6–4            |
| Louis Armstrong Stadium     |                          |                             |                     |
| Evento                      | Vencedor(a)/(es/as)      | Derrotado(a)/(os/as)        | Resultado           |
| Simples feminino – 4ª fase  | Jennifer Brady [28]      | Angelique Kerber [17]       | 6–1, 6–4            |
| Simples masculino – 4ª fase | Alexander Zverev [5]     | Alejandro Davidovich Fokina | 6–2, 6–2, 6–1       |
| Simples feminino – 4ª fase  | Shelby Rogers            | Petra Kvitová [6]           | 7–65, 3–6, 7–66     |
| Simples masculino – 4ª fase | Borna Ćorić [27]         | Jordan Thompson             | 7–5, 6–1, 6–3       |

## Dia 8 (7 de setembro)
- Cabeças de chave eliminados:
  - Simples masculino:  Matteo Berrettini [6],  Félix Auger-Aliassime [15]
  - Simples feminino:  Sofia Kenin [2],  Maria Sakkari [15],  Karolína Muchová [20]

Ordem dos jogos:
| Arthur Ashe Stadium         | Arthur Ashe Stadium     | Arthur Ashe Stadium        | Arthur Ashe Stadium |
| Evento                      | Vencedor(a)/(es/as)     | Derrotado(a)/(os/as)       | Resultado           |
| --------------------------- | ----------------------- | -------------------------- | ------------------- |
| Simples feminino – 4ª fase  | Serena Williams [3]     | Maria Sakkari [15]         | 6–3, 66–7, 6–3      |
| Simples masculino – 4ª fase | Dominic Thiem [2]       | Félix Auger-Aliassime [15] | 7–64, 6–1, 6–1      |
| Simples masculino – 4ª fase | Daniil Medvedev [3]     | Frances Tiafoe             | 6–4, 6–1, 6–0       |
| Simples feminino – 4ª fase  | Elise Mertens [16]      | Sofia Kenin [2]            | 6–3, 6–3            |
| Louis Armstrong Stadium     |                         |                            |                     |
| Evento                      | Vencedor(a)/(es/as)     | Derrotado(a)/(os/as)       | Resultado           |
| Simples masculino – 4ª fase | Alex de Minaur [21]     | Vasek Pospisil             | 7–66, 6–3, 6–2      |
| Simples feminino – 4ª fase  | Tsvetana Pironkova [PR] | Alizé Cornet               | 6–4, 56–7, 6–3      |
| Simples masculino – 4ª fase | Andrey Rublev [10]      | Matteo Berrettini [6]      | 4–6, 6–3, 6–3, 6–3  |
| Simples feminino – 4ª fase  | Victoria Azarenka       | Karolína Muchová [20]      | 5–7, 6–1, 6–4       |

## Dia 9 (8 de setembro)
- Cabeças de chave eliminados:
  - Simples masculino:  Denis Shapovalov [12],  Borna Ćorić [27]
  - Simples feminino:  Yulia Putintseva [23]
  - Duplas masculinas:  Rajeev Ram /  Joe Salisbury [3]

Ordem dos jogos:
| Arthur Ashe Stadium                  | Arthur Ashe Stadium                      | Arthur Ashe Stadium                | Arthur Ashe Stadium       |
| Evento                               | Vencedor(a)/(es/as)                      | Derrotado(a)/(os/as)               | Resultado                 |
| ------------------------------------ | ---------------------------------------- | ---------------------------------- | ------------------------- |
| Simples feminino – Quartas de final  | Jennifer Brady [28]                      | Yulia Putintseva [23]              | 6–3, 6–2                  |
| Simples masculino – Quartas de final | Alexander Zverev [5]                     | Borna Ćorić [27]                   | 1–6, 7–65, 7–61, 6–3      |
| Simples feminino – Quartas de final  | Naomi Osaka [4]                          | Shelby Rogers                      | 6–3, 6–4                  |
| Simples masculino – Quartas de final | Pablo Carreño Busta [20]                 | Denis Shapovalov [12]              | 3–6, 7–65, 7–64, 0–6, 6–3 |
| Louis Armstrong Stadium              |                                          |                                    |                           |
| Evento                               | Vencedor(a)/(es/as)                      | Derrotado(a)/(os/as)               | Resultado                 |
| Duplas femininas – Semifinais        | Laura Siegemund [PR] Vera Zvonareva [PR] | Anna Blinkova Veronika Kudermetova | 5–7, 6–3, 7–5             |
| Duplas masculinas – Semifinais       | Wesley Koolhof [8] Nikola Mektić [8]     | Rajeev Ram [3] Joe Salisbury [3]   | 7–63, 6–4                 |
| Duplas masculinas – Semifinais       | Mate Pavić Bruno Soares                  | Jean-Julien Rojer Horia Tecău      | 6–4, 7–5                  |

## Dia 10 (9 de setembro)
- Cabeças de chave eliminados:
  - Simples masculino:  Andrey Rublev [10],  Alex de Minaur [21]
  - Simples feminino:  Elise Mertens [16]

Ordem dos jogos:
| Arthur Ashe Stadium                  | Arthur Ashe Stadium              | Arthur Ashe Stadium           | Arthur Ashe Stadium |
| Evento                               | Vencedor(a)/(es/as)              | Derrotado(a)/(os/as)          | Resultado           |
| ------------------------------------ | -------------------------------- | ----------------------------- | ------------------- |
| Simples feminino – Quartas de final  | Serena Williams [3]              | Tsvetana Pironkova [PR]       | 4–6, 6–3, 6–2       |
| Simples masculino – Quartas de final | Daniil Medvedev [3]              | Andrey Rublev [10]            | 7–66, 6–3, 7–65     |
| Simples feminino – Quartas de final  | Victoria Azarenka                | Elise Mertens [16]            | 6–1, 6–0            |
| Simples masculino – Quartas de final | Dominic Thiem [2]                | Alex de Minaur [21]           | 6–1, 6–2, 6–4       |
| Louis Armstrong Stadium              |                                  |                               |                     |
| Evento                               | Vencedor(a)/(es/as)              | Derrotado(a)/(os/as)          | Resultado           |
| Duplas femininas – Semifinais        | Nicole Melichar [3] Xu Yifan [3] | Asia Muhammad Taylor Townsend | 6–4, 3–6, 7–67      |

## Dia 11 (10 de setembro)
- Cabeças de chave eliminados:
  - Simples feminino:  Serena Williams [3],  Jennifer Brady [28]
  - Duplas masculinas:  Wesley Koolhof /  Nikola Mektić [8]

Ordem dos jogos:
| Arthur Ashe Stadium                             | Arthur Ashe Stadium     | Arthur Ashe Stadium                  | Arthur Ashe Stadium |
| Evento                                          | Vencedor(a)/(es/as)     | Derrotado(a)/(os/as)                 | Resultado           |
| ----------------------------------------------- | ----------------------- | ------------------------------------ | ------------------- |
| Duplas masculinas – Final                       | Mate Pavić Bruno Soares | Wesley Koolhof [8] Nikola Mektić [8] | 7–5, 6–3            |
| Simples feminino – Semifinais                   | Naomi Osaka [4]         | Jennifer Brady [28]                  | 7–61, 3–6, 6–3      |
| Simples feminino – Semifinais                   | Victoria Azarenka       | Serena Williams [3]                  | 1–6, 6–3, 6–3       |
| Louis Armstrong Stadium                         |                         |                                      |                     |
| Evento                                          | Vencedor(a)/(es/as)     | Derrotado(a)/(os/as)                 | Resultado           |
| Simples masculino cadeirante – Quartas de final | Shingo Kunieda [1]      | Nicolas Peifer                       | 6–3, 6–2            |
| Simples feminino cadeirante – Quartas de final  | Yui Kamiji [2]          | Momoko Ohtani                        | 6–2, 7–65           |
| Simples feminino cadeirante – Quartas de final  | Diede de Groot [1]      | Jordanne Whiley                      | 6–3, 6–4            |
| Simples tetraplégico – Round robin              | Dylan Alcott [1]        | Sam Schroder                         | 6–2, 6–4            |

## Dia 12 (11 de setembro)
- Cabeças de chave eliminados:
  - Simples masculino:  Daniil Medvedev [3],  Pablo Carreño Busta [20]
  - Duplas femininas:  Nicole Melichar /  Xu Yifan [3]

Ordem dos jogos:
| Arthur Ashe Stadium                        | Arthur Ashe Stadium                      | Arthur Ashe Stadium              | Arthur Ashe Stadium     |
| Evento                                     | Vencedor(a)/(es/as)                      | Derrotado(a)/(os/as)             | Resultado               |
| ------------------------------------------ | ---------------------------------------- | -------------------------------- | ----------------------- |
| Duplas femininas – Final                   | Laura Siegemund [PR] Vera Zvonareva [PR] | Nicole Melichar [3] Xu Yifan [3] | 6–4, 6–4                |
| Simples masculino – Semifinais             | Alexander Zverev [5]                     | Pablo Carreño Busta [20]         | 3–6, 2–6, 6–3, 6–4, 6–3 |
| Simples msculino – Semifinais              | Dominic Thiem [2]                        | Daniil Medvedev [3]              | 6–2, 7–67, 7–65         |
| Louis Armstrong Stadium                    |                                          |                                  |                         |
| Evento                                     | Vencedor(a)/(es/as)                      | Derrotado(a)/(os/as)             | Resultado               |
| Simples masculino cadeirante – Semifinais  | Alfie Hewett                             | Gustavo Fernández [2]            | 6–4, 1–6, 6–3           |
| Simples feminino cadeirante – Semifinais   | Yui Kamiji [2]                           | Angélica Bernal                  | 6–2, 6–1                |
| Duplas masculinas cadeirantes – Semifinais | Alfie Hewett [1] Gordon Reid [1]         | Gustavo Fernández Shingo Kunieda | 6–3, 6–3                |
| Duplas femininas cadeirantes – Semifinais  | Yui Kamiji [2] Jordanne Whiley [2]       | Angélica Bernal Dana Mathewson   | 6–2, 6–1                |

## Dia 13 (12 de setembro)
Ordem dos jogos:
| Arthur Ashe Stadium                   | Arthur Ashe Stadium              | Arthur Ashe Stadium                    | Arthur Ashe Stadium |
| Evento                                | Vencedor(a)/(es/as)              | Derrotado(a)/(os/as)                   | Resultado           |
| ------------------------------------- | -------------------------------- | -------------------------------------- | ------------------- |
| Duplas masculinas cadeirantes – Final | Alfie Hewett [1] Gordon Reid [1] | Stéphane Houdet [2] Nicolas Peifer [2] | 6–4, 6–1            |
| Simples feminino – Final              | Naomi Osaka [4]                  | Victoria Azarenka                      | 1–6, 6–3, 6–3       |
| Louis Armstrong Stadium               |                                  |                                        |                     |
| Evento                                | Vencedor(a)/(es/as)              | Derrotado(a)/(os/as)                   | Resultado           |
| Simples tetraplégico – Round robin    | Sam Schröder [WC]                | Andy Lapthorne [2]                     | 6–2, 6–1            |
| Simples feminino cadeirante – Final   | Diede de Groot [1]               | Yui Kamiji [2]                         | 6–3, 6–3            |
| Duplas tetraplégicas – Final          | Dylan Alcott Andy Lapthorne      | Sam Schröder David Wagner              | 3–6, 6–4, [10–8]    |

## Dia 14 (13 de setembro)
- Cabeças de chave eliminados:
  - Simples masculino:  Alexander Zverev [5]

Ordem dos jogos:
| Arthur Ashe Stadium                  | Arthur Ashe Stadium                | Arthur Ashe Stadium                   | Arthur Ashe Stadium      |
| Evento                               | Vencedor(a)/(es/as)                | Derrotado(a)/(os/as)                  | Resultado                |
| ------------------------------------ | ---------------------------------- | ------------------------------------- | ------------------------ |
| Duplas femininas cadeirantes – Final | Yui Kamiji [2] Jordanne Whiley [2] | Marjolein Buis [1] Diede de Groot [1] | 6–3, 6–3                 |
| Simples masculino – Final            | Dominic Thiem [2]                  | Alexander Zverev [5]                  | 2–6, 4–6, 6–4, 6–3, 7–66 |
| Louis Armstrong Stadium              |                                    |                                       |                          |
| Evento                               | Vencedor(a)/(es/as)                | Derrotado(a)/(os/as)                  | Resultado                |
| Simples masculino cadeirante – Final | Shingo Kunieda [1]                 | Alfie Hewett                          | 6–3, 3–6, 7–63           |
| Simples tetraplégico – Final         | Sam Schröder [WC]                  | Dylan Alcott [1]                      | 7–65, 0–6, 6–4           |